# كوليناس، مارانهاو
كوليناس، مارانهاو هي بلدية في البرازيل، تتبع مارانهاو، بلغ عدد سكانها 39٬132  نسمة، في 2010، تبلغ مساحتها 1٬980٫552 كيلومتر مربع.

## الموقع
تشترك في الحدود مع:
- Jatobá, Maranhão [الإنجليزية]‏.

## أعلام
- جونيور مارانا